# Yongjia Xuanjue
Yongjia Xuanjue (chinois : 永嘉玄覺) ou Yōka Genkaku (japonais : 永嘉玄覚) ou encore Yōka Daishi  est un moine du bouddhisme Chán né en 665  (ou 675) dans le village (à l'époque) de Wenzhou situé en Chine et mort en 713. Il est célèbre pour avoir obtenu le satori en une seule nuit auprès de Huineng.
Il reste connu pour le Shodoka (« Chant de l'Éveil »), un recueil de 52 poèmes, qui compte parmi les textes essentiels du Zen.

## Biographie
Yongjia Xuanjue quitta très jeune sa demeure familiale pour se consacrer à la voie du moine. Il commença par étudier les grands textes du bouddhisme tout en suivant l'enseignement de l'école Tiantai du bouddhisme mahāyāna dont la fondation remonte au vie siècle. Yongjia Xuanjue y pratiqua la méditation chih-kuan propre à l'apaisement préalable du mental (chih signifie « calmer sa pensée » et kuan, « contempler la réalité »). Après avoir étudié le Mahāyāna Mahāparinirvāṇa Sūtra et le Sūtra de Vimalakīrti, il aurait obtenu l'Éveil (bodhi) par lui-même. Il décida néanmoins que sa compréhension devait être certifiée par un maître éminent. Conseillé par Hsan-Lang, il se rendit dans le monastère alors dirigé par Huineng et il connaît l'Éveil au cours de la nuit qu'il passe auprès de lui. À la suite de cela, il compose le Chant de l'immédiat satori (Shodoka) pour exposer sa compréhension de l'Éveil .
Yongjia Xuanjue meurt en 713, deux mois après Huineng, à l'âge de 48 (ou de 38) ans.

## Le moine resté une seule nuit
La certification de son Éveil (jap. Inka shomei) donnée par Huineng lors de sa brève rencontre avec Yongjia Xuanjue est rapportée dans les Annales de la transmission de la lampe,. En effet, lorsqu'il rencontre Yongjia Xuanjue, Huineng constate que si ce dernier a connu l'illumination, il n'a cependant pas atteint le véritable Éveil . Il décide donc de le garder auprès de lui pour la nuit, au cours de laquelle il lui transmettra le Dharma. Cet épisode vaudra à Yongjia Xuanjue d'une part l'appellation de Grand Maître Zhenjue (« Maître du Véritable Éveil ») et d'autre part celle de Yishujue (« Maître de l'Éveil en une nuit »).

#### Traductions
- Taisen Deshimaru (Traduction et commentaire), Shodoka. Le Chant de l'immédiat satori, Paris, Albin Michel, coll. « Spiritualités vivantes », 2010 (1re éd. 1978), 224 p. (ISBN 978-2-226-05737-2)
- Kôdô Sawaki (trad. du japonais par Janine Cousin), Le Chant de l’Éveil. Le Shôdôka commenté par un maître zen, Paris, Albin Michel, coll. « Spiritualités  », 1999, p. (isbn ), 363 p. (ISBN 978-2-226-10727-5)
- Éric Rommeluère (Traductions annotées), Les Fleurs du vide : Anthologie du bouddhisme sôtô zen, Paris, Grasset, 1995, 224 p. (ISBN 978-2-246-51141-0), « Shodoka de Yôka Gengaku (665-713) »
- (en) Kōkyō Henkel (Trad.), « Chan Teacher Yongjia Zhenjue’s Verse Giving Rise to the Vow », sur terebess.hu, 2021 (consulté le 19 avril 2025)

#### Études
- (en) Yi-hsun HUANG, « A Study of the Development of Yongjia Xuanjue’s Biographies: With a Focus on Their Relationship to the Concept of School (zong 宗) in Chinese Buddhism », Chung-Hwa Buddhist Journal, no 23,‎ 2010, p. 117-130 (ISSN 1017-7132, lire en ligne, consulté le 19 avril 2025)